# Kuniyoshi (cràter)
Kuniyoshi és un cràter d'impacte en el planeta Mercuri de 27 km de diàmetre. Porta el nom del gravador en fusta i pintor japonès Utagawa Kuniyoshi (1798-1861), i el seu nom va ser aprovat per la Unió Astronòmica Internacional el 2014.